# Lacus Timoris
Der Lacus Timoris (lateinisch für See der Furcht) ist ein erstarrter Lavasee auf dem Erdmond, der von der Entstehung her den größeren Maria gleicht. Sein mittlerer Durchmesser beträgt rund 150 km.
An seiner Westseite liegt der Mondkrater Hainzel, am südlichen Rand liegt der Krater Epimenides und am nördlichen Rand liegt Haidinger.
Die Internationale Astronomische Union genehmigte 1978 seinen Namen in ihrer Generalversammlung in Grenoble.